# Dieter Dekelver
Dieter Dekelver est un footballeur belge né le 17 août 1979 à Beringen. Évoluant au poste d'attaquant, il joue toute sa carrière en Belgique. Il prend sa retraite sportive en août 2013.